# Динамические нагрузки
Динамическая нагрузка — нагрузка, характеризующаяся быстрым изменением во времени её значения, направления или точки приложения и вызывающая в элементах конструкции значительные силы инерции. Динамические нагрузки испытывают детали машин ударного действия (прессы, молоты). Детали кривошипно-шатунных механизмов также испытывают во время работы значительные динамические нагрузки от изменения величины и направления скоростей, то есть наличия ускорений. К динамическим нагрузкам относят и ударные нагрузки. При проектировании частей конструкции, находящихся под действием ударной или вибрационной нагрузки от прокатных станов, двигателей, молотов, производят расчёт на действие динамической нагрузки. Для устранения динамических нагрузок их снижают или ограничивают, например, при помощи электропривода, тормозных устройств и других механизмов.
Статическая нагрузка — нагрузка, величина, направление и точка приложения которой  изменяются во времени незначительно. При прочностных расчётах можно пренебречь влиянием сил инерции, обусловленных такой нагрузкой. Статической нагрузкой, например, является вес сооружения.
Запас устойчивости — отношение той нагрузки, при которой деталь (или конструкция) теряет устойчивость (прочность (см. предел прочности), эластичность, упругость, пластичность) к фактической (или вычисленной) нагрузке; представляет собой безразмерную величину.

### Динамические испытания свай
Динамическая нагрузка свай подразумевает расчет показаний между энергией удара при забивке и сопротивлением грунта при этом процессе. На почвах с разной плотностью и неоднородной структурой с помощью этих значений рассчитывают фактические нагрузки, несущую способность будущего фундамента.
Алгоритм проведения динамических испытаний рассмотрен в СП 24.13330.2011 «Свайные фундаменты»